# Postkommunistische Systemtransformation
Als postkommunistische bzw. postsozialistische Systemtransformation wird in der vergleichenden Politikwissenschaft eine Sonderform der Transformation eines politischen Systems bezeichnet, in der sich der Übergang von einer ehemals kommunistischen bzw. sozialistischen Autokratie hin zu einer marktwirtschaftlich-liberalen Demokratie vollzieht.

## Merkmale und Perioden
Nach Jerzy Maćków (2005) zeichnen folgende sechs Eigenschaften die postkommunistische Systemtransformation als solche aus:
- das sogenannte „Dilemma der Gleichzeitigkeit“ auch „Gleichzeitigkeitsdilemma“ (so von Claus Offe benannt: alle Aspekte der gesellschaftlichen Ordnung des Landes werden gleichzeitig verändert; Offe geht jedoch von einem autoritären Staat aus, Maćków von einem totalitären),
- das Fehlen einer Bürgergesellschaft bzw. Zivilgesellschaft in dem jeweiligen Land,
- die Umstellung von Plan- auf Marktwirtschaft und die damit verbundene Veränderung der Eigentumsverhältnisse von Kollektiv- zu Privateigentum,
- ein omnipräsenter, aber ineffizienter Staat,
- der „posttotalitäre Voluntarismus“ (Demokratisierung ist das offiziell definierte Ziel),
- die Rolle des Militärs (anders als in anderen autoritären Systemen gehörte es hier nicht zu den Initiatoren des Systemwechsels).

Maćków (2005) unterscheidet in der postkommunistischen Systemtransformation zwischen zwei Perioden nach der Umbruchsphase:
Periode der außergewöhnlichen Politik
Neue Regierung erhält große Legitimität. Die Bereitschaft der Bevölkerung negative soziale Folgen der Wirtschaftsreformen zu ertragen ist hoch, denn ihre Hoffnung auf eine positive und schnelle Wirkung des Systemwechsels auf das Allgemeinwohl ist groß.
Periode der normalen Politik
Regierung wird wie in „normalen“ politischen Systemen danach beurteilt, was sie kurz- und mittelfristig für das Volk erreicht.

## Phasen
Man unterscheidet zwischen
1. dem Ende des jeweiligen autokratischen Regimes,
2. der Institutionalisierung der neuen Demokratie und
3. der Phase der Konsolidierung der Demokratie.

### Das Ende des Regimes
Nach Wolfgang Merkel (2010) können dem Zusammenbruch eines autokratischen Regimes verschiedene Ursachenkomplexe zugrunde liegen:
- Systeminterne Ursachen (Legitimitätskrisen aufgrund ökonomischer Effizienz oder Ineffizienz oder politischen Schlüsselereignissen),
- Systemexterne Ursachen (Kriegsniederlage, Wegfall externer Unterstützung oder Dominoeffekt).

Er unterscheidet sechs typische Verlaufsformen für die Ablösung eines autokratischen Regimes:
- eine langandauernde Evolution,
- ein von den alten Eliten gelenkter Systemwechsel,
- ein von unten erzwungener Systemwechsel,
- ein ausgehandelter Systemwechsel,
- ein Regimekollaps,
- einen Zerfall und die sofortige Neugründung des Staates.

### Demokratisierungsprozesse
Laut Maćków (2005) unterscheidet die Transformationsforschung bei der Analyse der Demokratisierungsprozesse zwischen
- Liberalisierung der alten autoritären Systeme und
- Institutionalisierung und Konsolidierung der neuen demokratischen Systeme.

In der postkommunistischen Systemtransformation waren Polen, Ungarn und die Sowjetunion die einzigen, in denen eine Form der Liberalisierung ab der zweiten Hälfte der 1980er-Jahre stattfand. In den anderen Ländern des Warschauer Paktes erfolgte der Zusammenbruch des Kommunismus abrupt.

### Institutionalisierung
Unter der Institutionalisierung versteht man in diesem Zusammenhang die Phase, in der die politische Herrschaft von den alten herrschenden Eliten auf ein Set institutionalisierter Regeln übergeht. Wenn also die Kontrolle der politischen Entscheidungen den alten politischen Eliten entgleitet und demokratischen Verfahren überantwortet wird, spricht man vom Beginn der Demokratisierungsphase. Mit der Verabschiedung einer demokratischen Verfassung endet die Demokratisierungsphase, falls diese Verfassung den politischen Wettbewerb und die politischen Entscheidungsverfahren verbindlich normiert. Zu diesem Zeitpunkt bilden sich neue demokratische Strukturen in dem Staat.
Maćków (2005) kritisiert diese „starre“ Einteilung der maximalistischen Autoren. Er führt unter anderem soziologische Theorien auf, die die scharfe Trennung zwischen dem Aufbau der demokratischen Institutionen und die Verinnerlichung von demokratischen Werten, Normen und Verfahren, in Frage stellen. Nach Mackow hat die Institutionalisierung eine strukturelle und kulturelle Dimension. Demokratische Institutionalisierung bedeutet demnach die Errichtung von legitimen demokratischen Institutionen. Dazu gehören u. a. freie Wahlen, Parlamente, Regierungen, Verfassungsgerichte, andere Organe der Justiz. Die Demokratische Institutionalisierung muss zu Beginn der Periode „normale Politik“ abgeschlossen sein. Sobald Demokratie institutionalisiert ist, beginnt deren Konsolidierung, die weit in die Periode der „normalen Politik“ hineinreicht. (vgl. Mackow, 2005)

### Konsolidierung
Mit der Verabschiedung einer demokratischen Verfassung ist die Systemtransformation jedoch nicht abgeschlossen. Die neu geschaffenen bzw. umstrukturierten Institutionen müssen erst noch in einem Konsolidierungsprozess an Legitimität und Stabilität gewinnen.
Geoffrey Pridham (1995) unterscheidet zwischen „negativer“ und „positiver“ Demokratiekonsolidierung. Für ihn ist eine Demokratie „negativ“ konsolidiert, wenn kein relevanter politischer oder sozialer Akteur außerhalb der demokratischen Institutionen seine Interessen und Ziele verfolgt. Dagegen bezeichnet er eine Demokratie als „positiv“ konsolidiert, wenn das gesamte System nicht nur in den Augen der Eliten legitim ist, sondern auch die Einstellungs-, Werte- und Verhaltensmuster der Bürger einen stabilen Legitimitätsglauben an die Demokratie reflektieren.
Merkel (2010) greift das Konzept der positiven Demokratiekonsolidierung und differenziert den Konsolidierungsprozess in vier chronologisch verlaufende Ebenen:
Institutionelle Konsolidierung
Verfassungsinstitutionen wie Staatsoberhaupt, Regierung, Parlament, Judikative und Wahlsystem
Repräsentative Konsolidierung
territoriale und funktionale Interessenrepräsentation durch Parteien und Interessensverbände
Verhaltenskonsolidierung
informelle politische Akteure und potenzielle Vetogruppen wie z. B. Militär, Unternehmer oder radikale Gruppen
Konsolidierung einer Staatsbürgerkultur
Herausbildung einer Bürgergesellschaft, die das neue System aktiv trägt
Unter den Wissenschaftlern gilt ein System als demokratisch konsolidiert, maximalistisch gesehen als konsolidierte Demokratie, wenn alle diese Ebenen erfüllt sind.
Da Maćków die starre Einteilung zwischen „Institutionalisierung“ und „Konsolidierung“ als falsch erachtet, kritisiert er naturgemäß auch den Ansatz zur Konsolidierung der Theoretiker des maximalistischen Ansatzes. Die Demokratie ist seiner Meinung nach dann konsolidiert, wenn Eliten und Volk gelernt haben
- die demokratischen Prozeduren zu nutzen und
- die demokratischen Grundprinzipien und Normen verinnerlicht haben.

In diesem Zusammenhang führt Maćków Adam Przeworskis und Samuel P. Huntingtons Theorien kritisch an (vgl. Mackow, 2005).
Mit der dritten Demokratisierungswelle wurde die Transformationsforschung wider Erwarten jedoch mit neuen Problemen konfrontiert. Schien die Demokratie zunächst in den 1980er und 90er-Jahren ihren Siegeszug angetreten zu haben, deuten die Zeichen inzwischen vielmehr darauf hin, „dass die ‚dritte Welle‘ weniger der Triumphzug liberaler, rechtsstaatlich-konstitutioneller Demokratien, als vielmehr die Erfolgsgeschichte einer eingeschränkten oder defekten Variante von Demokratie ist.“ Konkreter ausgedrückt, sind im Zuge der dritten Demokratisierungswelle in vielen Ländern politische Systeme entstanden, in denen gleiche und mehr oder weniger freie Wahlen zugelassen wurden, in denen aber beispielsweise einigen Bevölkerungsteilen die politischen Partizipationsrechte entzogen wurden, in denen demokratisch legitimierte Regierungen ihre politischen Entscheidungskompetenzen z. B. mit Militärs teilen müssen oder in denen die liberal-rechtsstaatliche Komponente der Demokratie nur eingeschränkt wirksam ist.
Damit hat sich die Unterscheidung von autokratischen und demokratischen Systemen vor allem auf der strukturellen Ebene erschwert. Kaum ein politisches System basiert nicht auf der Abhaltung von Wahlen, verfügt nicht über einen Verfassungstext, der sich auf Volkssouveränität, Menschen- und Bürgerrechte beruft oder dessen Regierungssystem nicht an den Grundzügen der Gewaltenteilung und Gewaltenverschränkung orientiert ist. Eine große Zahl von Wissenschaftlern versucht dieses Phänomen theoretisch zu fassen und den Demokratiebegriff mit passenden Adjektiven zu versehen: O’Donnells „delegative democracy“, Zakarias „illiberal democracy“, Diamonds „electoral democracy“, Merkels „defekte Demokratie“ oder die vor allem aus den Kreisen um Putin geprägte „gelenkte Demokratie“. Indes sind Linz und auch Maćków der Meinung, dass es in diesem Zusammenhang passender sei, den Autoritarismus zu attribuieren, denn die besagten Systeme stellten schlichtweg keine Demokratien dar, egal wie moderat man den Begriff definieren möge.
Zu einer ähnlichen Beurteilung kommt Bálint Magyar (CEU, SZDSZ) mit der Prägung des Begriffs „Mafia-Staat“, dessen Führung durch Nepotismus und Autoritarismus Gewinnabschöpfung aus Märkten und staatlichen Unternehmungen betreibe. Im Falle Ungarns sei diese Form der Korruption beispielsweise systemkonstituierend. 2020 legte er ein Framework zur Beurteilung post-kommunistischer Staatlichkeit vor, das die in der ursprünglichen Begriffsdefinition verankerte Hinwendung zum Liberalismus ausdifferenziert und teils in Frage stellt.